# Valur (pallamano maschile)
Il Valur Reykjavík è una squadra di pallamano maschile islandese con sede a Reykjavík, sezione della società polisportiva Knattspyrnufélagið Valur.

## Palmarès

### Trofei nazionali
- Campionato islandese: 25
  - 1939-40, 1940-41, 1941-42, 1943-44, 1946-47, 1947-48, 1950-51, 1954-55, 1972-73, 1976-77
  - 1977-78, 1978-79, 1987-88, 1988-89, 1990-91, 1992-93, 1993-94, 1994-95, 1995-96, 1997-98
  - 2006-07, 2016-17, 2020-21, 2021-22, 2024-25

- Coppa d'Islanda: 13
  - 1973-74, 1987-88, 1989-90, 1992-93, 1997-98, 2007-08, 2008-09, 2010-11, 2015-16, 2016-17
  - 2020-21, 2021-22, 2023-24

### Trofei internazionali
- EHF European Cup: 1
  - 2023-24